# Jolanda Keizer
Pour l’article homonyme, voir Keizer (homonymie).
Jolanda Keizer (née le 5 avril 1985 à Amsterdam) est une athlète néerlandaise spécialiste des épreuves combinées.

## Carrière
Elle se révèle durant la saison 2007 en remportant la médaille d'argent de l'heptathlon lors des Championnats d'Europe espoirs de Debrecen, établissant le même total que la Lituanienne Viktorija Zemaityte, médaillée d'or (6 219 pts). En mars 2009, Jolanda Keizer se classe deuxième du pentathlon des Championnats d'Europe en salle de Turin avec 4 644 points — nouveau record personnel — derrière la Russe Anna Bogdanova.

## Palmarès
| Date | Compétition                    | Lieu     | Résultat | Épreuve    | Performance |
| ---- | ------------------------------ | -------- | -------- | ---------- | ----------- |
| 2007 | Championnats d'Europe espoirs  | Debrecen | 2e       | Heptathlon | 6 219 pts   |
| 2007 | Championnats du monde          | Osaka    | 14e      | Heptathlon | 6 102 pts   |
| 2008 | Jeux olympiques                | Pékin    | 9e       | Heptathlon | 6 370 pts   |
| 2009 | Championnats d'Europe en salle | Turin    | 2e       | Pentathlon | 4 644 pts   |